# Bulevar Jaše Tomića (Novi Sad)
Bulevar Jaše Tomića (srbsky Булевар Јаше Томића) je ulice v hlavním městě srbské autonomní oblasti Vojvodina, Novi Sad. Nachází se v severní části města, spojuje místní část Banatić s Kysačkou ulicí směrem k centru města. Je západo-východního směru o délce cca 1,4 km.

## Název
Ulice je pojmenována po Jašovi Tomićovi, srbském novináři a politikovi z počátku 20. století, který byl původem z Vojvodiny.

## Historie
Ulice vznikla v souvislosti s přestavbou novosadského železničního uzlu. Neexistovala v meziválečných ani válečných plánech na rozvoj města. V jejím místě se nacházela nezastavěná část Nového Sadu (mezi ulicí Kisačka a místní částí Detelinara), kde byla podmáčená půda a teklo zde několik potoků. Ulice nesla název Bulvár Říjnové revoluce (srbsky Bulevar Oktobarske revolucije), ten byl nicméně po rozpadu Jugoslávie změněn na současný.

## Doprava
Jedná se o rušnou městskou ulici, významnou i z hlediska městské autobusové i dálkové autobusové dopravy, neboť je jednou z hlavních přístupových komunikací k novosadskému autobusovému nádraží.

## Významné objekty
- Železniční park
- Hotel Novi Sad
- Autobusové nádraží Novi Sad
- Železniční stanice
- Teplárna sever (Novi Sad)